# Dirty Old Town
Dirty Old Town (wörtlich übersetzt dreckige alte Stadt) ist ein 1949 von Ewan MacColl geschriebenes Lied. Es wurde vor allem durch die Interpretationen von The Dubliners und The Pogues weltweit bekannt.

## Entstehung und Verbreitung
Das Lied bezieht sich auf die Stadt Salford, Lancashire, England, in der MacColl aufwuchs. Es wurde ursprünglich als Pausenfüller für einen schwierigen Szenenwechsel bei MacColls Auftritten in Landscape with Chimneys 1949 in Salford geschrieben und 1952 von seinem Komponisten und Texter erstmals auf Schallplatte herausgebracht. Der von MacColl nachhaltig beeinflusste Luke Kelly, Gründungsmitglied der Irish-Folk-Gruppe The Dubliners, brachte das Lied Anfang der 60er Jahre aus England nach Irland mit. Dort gelangte es ins Standardrepertoire zahlloser Folk-Bands, wodurch wiederum der noch immer weit verbreitete Irrglaube entstand, es handele sich bei Dirty Old Town um einen traditionellen irischen Folksong, gar ein Trinklied mit Bezug zu Dublin. In Wirklichkeit handelt es sich bei dem populären Lied um eine von Wehmut und Hassliebe geprägte Hommage an Salford, die im Industriegürtel von Manchester gelegene Heimatstadt von MacColl.

## Inhalt
Das Lied besteht aus vier Strophen. In der ersten Strophe besingt der Ich-Erzähler, wie er seiner Liebe auf einem Feld beim Gaswerk (= Salford Gas Works) begegnet, am – etwa zehn Gehminuten entfernten – alten Kanal (= Manchester Bolton & Bury Canal) einen Traum träumt und sein Mädchen dann an der Fabrikmauer küsst. In der zweiten und dritten Strophe beschreibt der Erzähler seine nächtlichen Wahrnehmungen von am Mond vorbeiziehenden (Rauch-?)Wolken, herumstreifenden Katzen, einer Sirene vom Kanalhafen, dem Feuerflug einer Dampflokomotive und einem Hauch von Frühling in der staubigen Nachtluft. In der vierten prophezeit der Erzähler seinem „alten Drecknest“ den Untergang, indem er sich eine scharfe Axt schmiedet und die Stadt „wie einen toten Baum“ umhacken wird.

## Versionen
- Ewan MacColl, 1952
- Deal’s Gone Bad, Ska-Band, Lied veröffentlicht auf dem Sampler Ska Chartbusters
- Emscherkurve 77, auf ihrem Album Die Macht vom Niederrhein
- Esther & Abi Ofarim, 1965
- Fiddler’s Green, auf dem Album Wall of Folk
- Frank Black, 2006, auf dem Album Fast Man Raider Man
- Gilles Servat (als Vieille ville de merde ‚alte Scheißstadt‘) 1996 auf dem Album Sur les Quais de Dublin
- Irish Descendants auf dem Album We Are the Irish Descendants
- Jackson Jackson aus Melbourne, Australien, spielten das Lied auf ihrem Debüt-Album The Fire Is on the Bird, Calling It Cats Rats and Pigeons
- Jason DeVore von den Authority Zero spielte diesen Song auf seinem Solo-Album Conviction (The Smokehouse Sessions)
- Lucero spielt das Lied oft live
- Nolwenn Leroy auf dem Album Bretonne
- Sons of Róisín auf ihrem Album Whiskey in the Jar
- Robert Levon Been vom Black Rebel Motorcycle Club spielt diesen Song auf dem Album Live der US-amerikanischen Alternative-Band.
- Rod Stewart, auf seinem ersten Album 1969, An Old Raincoat Won’t Ever Let You Down
- Roger Whittaker
- Simple Minds, 2003
- St. John the Gambler, eine Auswanderer-Band aus Seoul, Südkorea, spielte den Song am Saint Patrick’s Day 2007 live im Marrionner Park, Seoul
- Ted Leo and the Pharmacists, 2003, auf der EP Tell Balgeary, Balgury Is Dead und als Titellied ihres Konzert-Videos aus dem gleichen Jahr: Dirty Old Town
- The Clancy Brothers
- The Dubliners
- The Lancashire Hotpots, 2007
- The Mountain Goats, 2001, auf dem Album Devil in the Shortwave
- The Pogues, auf ihrem zweiten Album 1985, Rum, Sodomy & the Lash
- The Specials, 1996, auf dem Album Today’s Specials
- The Spinners, 1964
- Tom Waits, manchmal spielt er es live, wie zum Beispiel am 31. Dezember 1988 im Wiltern Theater in Los Angeles
- Townes Van Zandt
- U2 (meist kurz in Konzerten aufgeführt, häufig von dem Drummer Larry Mullen Jr. als Sänger, wie auf dem Album Live from the Point Depot der Lovetown Tour)